# Kępa Troszyńska
Kępa Troszyńska (do 1945 niem. Vorwerk Kapernaum) – osada w Polsce, położona w województwie zachodniopomorskim, w powiecie gryfińskim, w gminie Mieszkowice. Według danych z 2011 miejscowość liczyła 26 mieszkańców. Założona została w 1779 jako folwark należący do majątku szlacheckiego w Troszynie, na obszarze ówczesnej  Nowej Marchii. Od 1945 leży w granicach Polski.

## Położenie
Zgodnie z podziałem fizycznogeograficznym Polski według Kondrackiego teren, na którym położona jest Kępa Troszyńska należy do prowincji Niziny Środkowoeuropejskiej, podprowincji Pojezierza Południowobałtyckiego, makroregionu Pojezierze Południowopomorskie oraz w końcowej klasyfikacji do mezoregionu Równina Gorzowska.
Miejscowość leży 2,5 km na wschód od  Mieszkowic.

## Historia
- 1779 – założenie folwarku Capernaum, wchodzącego w skład dóbr ziemskich w Troszynie, którego właścicielem jest wówczas major von Blankensee
- 1801 – folwark zamieszkują 4 rodziny[4]
- 1975-1998 – miejscowość należy administracyjnie do województwa szczecińskiego

### Nazwa
Kapernaum Vorwerk 1779; Vorwerk Capernaum 1833; Vorwerk Kapernaum 1944; Kępa Troszyńska 1948.
Nazwa niemiecka pochodzi od Vorwerk 'folwark' oraz od biblijnej nazwy Kafarnaum, w j. niemieckim Kapernaum.

## Demografia
Liczba ludności w ostatnich 3 wiekach:

## Architektura
Na układ przestrzenny miejscowości składają się budynki mieszkalne i gospodarcze, ustawione wokół czworobocznego podwórza gospodarczego. Murowane budynki folwarku pochodzą z przełomu XIX i XX w., lecz w późniejszym okresie podlegały przebudowom: ingerencja w fasadę oraz wymiana stolarki i pokrycia dachu. Dojazd zapewnia droga obsadzona drzewami liściastymi. Kolejne dwa, mniejsze gospodarstwa znajdują się wzdłuż drogi dojazdowej.

## Oświata i nauka
Uczniowie uczęszczają do szkoły podstawowej w Troszynie oraz do gimnazjum w Mieszkowicach.

## Religia
Kępa Troszyńska należy do rzymskokatolickiej parafii Wniebowzięcia Najświętszej Maryi Panny w Troszynie. W miejscowości nie ma kościoła.